# Terra Nova (seriál)
Terra Nova je americký televizní sci-fi seriál stanice Fox. Seriál sleduje rodinu Shannonových, která se dostala v čase zpět o 85 milionů let do nově osídlované kolonie. Název kolonie i seriálu – Terra Nova – vychází z latiny a v překladu znamená Nová země.

## Produkce
Vysílání seriálu bylo zahájeno 26. září 2011 90minutovou pilotní epizodou. První sezóna byla završena 19. prosince 2011 opět spojeným dvojdílem. Pilotní dvojdíl byl jedním z nejdražších v historii. Po natáčení v australských exteriérech následovala dlouhá postprodukce, při které byly dokončovány všechny efekty, od detailů, přes „zelená pozadí“, až po celé dinosaury. Ačkoliv seriál měl průměrnou sledovanost úctyhodných 7,52 milionu diváků (reprízy se nepočítají), právě kvůli vysokým produkčním nákladům, spojeným s náročnými vizuálními efekty, se vysílací a produkční stanice Fox rozhodla v lednu 2012 seriál zrušit. Kvůli poměrně vysoké sledovanosti se spekulovalo o prodeji seriálu jiné vysílací stanici – zájem měl například internetový Netflix – ale nakonec se žádný prodej práv neuskutečnil.

## Děj
Vše začíná v roce 2149, v době, kdy všemu živému na Zemi hrozí vyhynutí v důsledku zhoršující se kvality ovzduší a celkového přelidnění planety. Prakticky neexistuje žádná šance, že by lidstvo mohlo jakkoliv přežít, navíc skoro celá vegetace vyhynula. Avšak v Hope Plaza, masivní kruhové stavbě, vědci u urychlovače částic objevili jednosměrnou trhlinu v časoprostoru, která umožňuje lidem cestovat 85 milionů let zpět v čase, do zrovna končícího období křídy na alternativní prehistorické Zemi.
Rodina Shannonových (otec Jim, jeho manželka Elisabeth a jejich tři děti Josh, Maddy a Zoe) se připojí k desáté výpravě osadníků, a stanou se tak součástí první lidské kolonie pojmenované Terra Nova na druhé straně portálu.
Shannonovi začínají nový život v Terra Nově, během kterého se musí vypořádat nejen s masožravými dinosaury, ale i s takzvanými Šestkami, skupinou osadníků ze šesté výpravy, která se snaží jakkoli dopravit nerostné zdroje Terra Novy zpět do roku 2149.

## Postavy a obsazení
Hlavní postavy
- James „Jim“ Shannon (hraje Jason O'Mara) – Člen chicagského policejního sboru a oddaný otec s komplikovanou minulostí. Na začátku seriálu byl odsouzen k 6 letům vězení za napadení jistého úředníka pro kontrolu populace, který při domovní kontrole zjistil, že on a jeho manželka porušili zákon – v roce 2149 totiž platí zákon o početí nanejvýš 2 dětí, Shannonovi však měli děti 3. O dva roky později mu jeho manželka Elisabeth pomohla z vězení uniknout a Jim se úspěšně dostal s rodinou do Terra Novy. Poté, co zachránil život veliteli kolonie Nathanielu Taylorovi, se Jim připojil k Taylorovu bezpečnostnímu týmu. Je rovněž třetí v pořadí velitelské hierarchie v Terra Nově (což je dokázáno v deváté epizodě).
- Dr. Elisabeth Shannonová (Shelley Conn) – Traumatologická chirurgyně, která byla povolána do Terra Novy. Je vdaná za Jima a má s ním tři děti. Pomohla Jimovi utéci z vězení, aby mohl rodinu doprovodit do Terra Novy.
- Josh Shannon (Landon Liboiron) – Sedmnáctiletý syn Jima a Elisabeth. On jediný nesouhlasil s odchodem na Terra Novu kvůli své přítelkyni Kaře, kterou musel v r. 2149 zanechat. Proto je po celou dobu rozmrzelý a vzpurný ke svému otci.
- Maddy Shannonová (Naomi Scott) – Šestnáctiletá dcera Jima a Elisabeth. Je velmi inteligentní a zároveň společensky „neomalený“ teenager. Ukázalo se, že se cítila jako vyvrhel ve své staré škole, kde ostatní spolužáci si od ní opisovali úkoly, aniž by vůbec věděli, jak se jmenuje. Na Terra Nově se zamilovala do Marka Reynoldse, vojáka z obranného týmu Terra Novy. Jejich vzájemný vztah se časem prohlubuje.
- Zoe Shannonová (Alana Mansour) – Pětiletá dcera Jima a Elisabeth. Všechny rodiny v roce 2149 mají povinnost mít maximálně 2 děti. Zoe byla skrytá společnosti do té doby, než úředníci populační kontroly vtrhli do bytu Shannonových.
- velitel Nathaniel Taylor (Stephen Lang) – Průkopník a vůdce Terra Novy. Byl prvním, kdo do minulosti dorazil. Taylor přežil čtyři měsíce (118 dní) sám v divočině, poté s dalšími příchozími začal budovat nové společenství. Je vedoucím již 7 let. Když rodiče Skye zemřeli, stal se jejím „zákonným zástupcem“ a pro ni náhradním otcem. Taylor má svého syna jménem Lucas, který však Terra Novu opustil a spolupracuje se Šestkami na tom, jak otevřít portál z minulosti do roce 2149. Lucas viní Taylora neprávem za smrt jeho matky. Taylor se stydí za zradu jeho syna, a proto všem raději oznámil, že jeho syn „zmizel“.

Vedlejší postavy
- Skye Alexandria Tate (Allison Miller) – Skye je dlouhodobá obyvatelka Terra Novy z páté výpravy a kamarádka Joshe. Její rodiče údajně zemřeli tři roky před příchodem Shannonů a od té doby se o ni stará velitel Taylor. Později ji odhalí jako špeha Šestek. Ke špionáži ale byla donucena – Šestky totiž mají její matku. Navíc oni jediní mají lék na sincyllickou horečku, která zabila otce Skye a sužuje její matku. Šestky proto dávají její matce lék jen tak dlouho, dokud Skye pro ně získává informace z Terra Novy.
- Dr. Malcolm Wallace (Rod Hallett) – Doktor přírodních věd, zoolog a botanik. Zařídil, aby se Elisabeth dostala na Terra Novu. Ti dva měli spolu vztah před tím, než Elisabeth potkala Jima, proto ji dostal do kolonie s domněním, že její manžel zůstane v r. 2149.
- Mira (Christine Adams) – Vůdkyně Šestek, povstalecké skupiny, která bojuje s Terra Novou. Nazývají se „Šestky“, protože všichni členové skupiny přišli v šesté výpravě. Ve čtvrté epizodě však Šestky prokázali, že nejsou jen „ti špatní“. Mira také prozradila v téže epizodě, že v roce 2149 má dceru jménem Sienna, které byly pouhé čtyři roky, když ji Mira opustila, a tak to jediné co chce, je ujistit se, že bude mít možnost se s dcerou zase setkat a žít s ní v jednom z dómů v roce 2149. Přesto jí to nebrání využívat jednu mladou dívku ve věku Sienny jako špióna ke krádežím v Terra Nově.